# Lou Levy

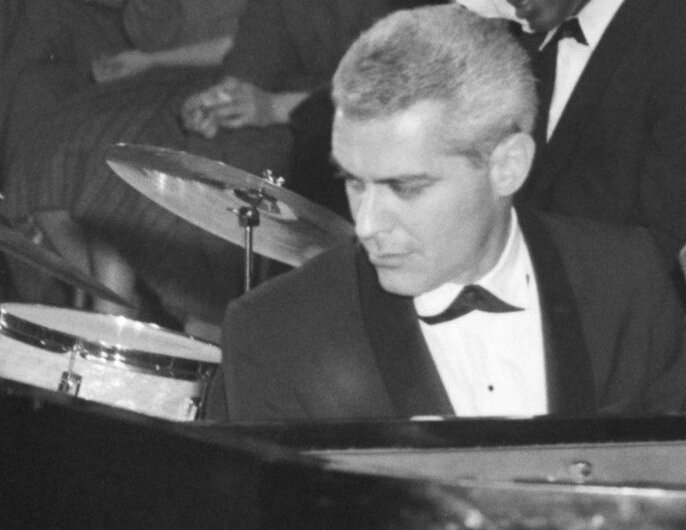
Lou Levy (Amsterdam, 1959)

Lou Levy (eigentlich Louis A. Levy; * 5. März 1928 in Chicago, Illinois; † 23. Januar 2001 in Dana Point, Kalifornien) war ein US-amerikanischer Jazz-Musiker und Pianist.

## Leben
Mit zwölf Jahren begann der in Chicago als Sohn jüdischer Einwanderer geborene Levy mit dem Klavierspiel. Ende der 1940er Jahre machte er als Pianist für Georgie Auld, Boyd Raeburn und die Bebop-Band von Chubby Jackson, mit der er auch durch Europa tourte, erstmals auf sich aufmerksam. 1948 schloss er sich für einige Zeit dem Orchester von Woody Herman an.
Ab den 1950er Jahren machte sich Levy vor allem als Begleitmusiker zahlreicher namhafter Vokalisten einen weltweiten Namen. Er spielte auf zahlreichen der bekannten Songbook-Alben von Ella Fitzgerald auf dem Verve-Label mit, begleitete daneben Sarah Vaughan, Anita O’Day, Tony Bennett oder Nancy Wilson und war knapp zwei Jahrzehnte (1955–1973) der Stammpianist von Peggy Lee (zum Beispiel auf dem Album Black Coffee). Frank Sinatra, mit dem er im Frühjahr 1987 auch auf Tournee ging, begleitete er unter anderem auf dessen Originalaufnahme von My Way (1968) und dem zugehörigen Album.
Im Instrumentalbereich arbeitete Levy unter anderem mit Benny Goodman, Shorty Rogers, Shelly Manne und vor allem lange Jahre mit Stan Getz zusammen, mit dessen Quartett er noch in den 1980er Jahren auf Tournee ging. Mitte der 1970er Jahre wirkte Levy auch bei Aufnahmen der Band Supersax mit. Auch durch seine Alben unter eigenem Namen, u. a. mit dem Bassisten Eric von Essen, gilt Levy als einer der distinguiertesten Jazzpianisten des 20. Jahrhunderts.

## Diskographische Hinweise
Auswahl von Alben unter eigenem Namen:
- The Lou Levy Trio (Nocturne Records, 1954)
- Solo Scene (RCA Victor, 1956)
- Jazz In Four Colors (RCA Victor, 1956)
- Lou Levy Plays Baby Grand Jazz (Jubilee, 1958)
- The Hymn (Philips, 1963)
- The Kid’s Got Ears (Jazzis, 1982)
- Lunacy (Verve, 1992)
- Ya Know (Verve, 1993)